# Andreas von Ettingshausen
Andreas von Ettingshausen (Heidelberg, 25 novembre 1796 – Vienna, 25 maggio 1878) è stato un fisico e matematico tedesco.

## Biografia
Egli studiò filosofia e giurisprudenza a Vienna. Nel 1817 entrò a far parte dell'Università di Vienna e ha insegnato matematica e fisica. Nel 1819 divenne professore di fisica presso l'Università di Innsbruck 1821 e professore di matematica superiore al Università di Vienna. In quel periodo le sue lezioni lasciarono un segno nell'Università di Vienna, e sono state pubblicate nel 1827 in due volumi. Nel 1834 Ettingshausen ottenne la cattedra di fisica.
Ettingshausen è stato il primo a progettare una macchina elettromagnetica, che ha utilizzato l'induzione elettrica per la generazione di energia. Ha promosso l'ottica e ha scritto un libro di testo di fisica. Il suo metodo di lezioni è stata ampiamente influente. Inoltre ha scritto un libro sull'analisi combinatoria che influenzò molto il lavoro di Gregor Mendel (Vienna 1826). Nel 1866, si ritirò.